# Рейнард, Ирина
Ирина Владимировна Рейнард (род. 1 августа, Москва) — российская оперная певица (меццо-сопрано). Лауреат первой премии Международного фестиваля оперных певцов в Варшаве (2009), лауреат Международного конкурса вокалистов им. М. И. Глинки (2011).

## Биография
Ирина родилась в Москве. Училась в ДМШ № 66 по классу фортепиано, затем продолжила обучение в ДМШ им. М. П. Ракова (отделение Академическое сольное пение, класс Н. С. Войновой). После окончания школы поступила в Музыкальное училище им. Гнесиных на вокальное отделение (класс О. И. Дементьевой). В музыкальном училище углубленно изучала теорию музыки, брала уроки дирижирования у В. А. Богдановской. Параллельно училась в Международной Академии бизнеса и управления (факультет «Международная экономика»).
Высшее музыкальное образование получила в МГК им. П. И. Чайковского в классе народного артиста П. С. Глубокого, также под руководством профессора П.С. Глубокого продолжила обучение в аспирантуре. Сразу же после окончания консерватории исполнила партии Сони и Матреши в опере «Война и мир» (режиссёр А.Б. Титель, дирижёр Ф. П. Коробов) в Музыкальном театре им. Станиславского и Немировича-Данченко.
С 2012 года является солисткой Московского музыкального театра «Геликон-опера» под руководством Д. Бертмана», где исполняет главные партии репертуара меццо-сопрано.
Ирина Рейнард принимала участие в телевизионных съёмках канала «Культура»; в частности, спектакля «Садко» (исполнила партию Любавы), в программах передачи «Романтика романса».
Ирина ведет концертную деятельность на главных российских сценах: Концертный зал им. П. И. Чайковского, Большой зал Московской государственной консерватории им. П.И. Чайковского, Московский международный Дом музыки, Филармония им. Д. Д. Шостаковича (Санкт-Петербург), Московский концертный зал «Зарядье».
Совершенствовала мастерство, участвуя в мастер-классах Е.Б. Забелок (Россия), Л. С. Мирзоян (Россия), Sead Buljubašic (Австрия), Г. В. Шестернева (Германия).
Принимала участие в ряде музыкальных фестивалей: «Аль-Бустан» (Бейрут, Ливан), «Арт-ноябрь» (сезон Брамса), 6-oй Большой фестиваль РНО (Россини «Танкред»), «Петровские фанфары в Тульской области», «Фестиваль к юбилею композитора К. Вебера» «Московский зимний музыкальный фестиваль», «Весна в Клину», Международный музыкальный фестиваль «Мир, эпоха, имена» (Ю. Башмет), Международный фестиваль современной музыки «Пять вечеров» (2023).
12 ноября 2023 г. в кинотеатре «Октябрь» (Москва) прошла премьера фильма-оперы «Пиковая дама», где Ирина исполнила роль Полины и Миловзора.
С большим успехом выступала за рубежом - Италия (театр Петруцелли), Австрия (Ан дер Вин), Франция, Германия, Греция, Эстония, Великобритания, КНР.
Ирина Рейнард работала и продолжает сотрудничество со многими известными дирижёрами: Е. Бражник, В. Понькин, Д. Власенко, А. Рудин, С. Оселков, П. Ландо, Тао Лин (КНР), К. Нагано (США).

## Репертуар
- Любаша («Царская Невеста» Н. А. Римского-Корсакова),
- Марина Мнишек («Борис Годунов»),
- Лаура («Каменный гость» А. С. Даргомыжский),
- Сонетка («Леди Макбет Мценского уезда» Д. Д. Шостаковича),
- Ольга («Евгений Онегин» П. Чайковский),
- Полина и Миловзор («Пиковая дама» П. И. Чайковский),
- Лаура и Марта («Иоланта» П. И. Чайковский),
- Лола («Сельская честь»
- П. Масканьи),
- Соня, Матрёша («Война и мир» С. С. Прокофьев),
- Любава («Садко» Н. Римский-Корсаков),
- Солоха («Черевички» П. И. Чайковский)[5]
- Кармен («Кармен» Ж. Бизе),
- Амнерис («Аида» Дж. Верди),
- Князь Орловский («Летучая мышь» И. Штрауса),
- Рамиро («Мнимая садовница» В.Моцарт),
- Медоро («Орландо» Г.Гендель)
- Ульрика («Бал-Маскарад» Дж. Верди),
- Фенена («Набукко» Дж. Верди),
- Азучена («Трубадур» Дж. Верди)
- В концертном репертуаре певицы В. Моцарт «Реквием», Дж. Верди «Реквием», Дворжак «Stabat Mater», Дж. Перголези «Stabat Mater», Г. Берлиоз «Летние ночи», И. Гайдн Месса «Мария Терезия», романсы и русских и зарубежных композиторов.